# Emilio Ingrosso
Emilio Ingrosso, född 16 juli 1965 i Farsta församling i Stockholm, är en svensk-italiensk tidigare dansare, som numera är krögare. Han driver restaurangkedjan La Perla, med två restauranger i Palma de Mallorca och en i Stockholm.

## Biografi
Ingrosso var gift med Pernilla Wahlgren under åren 1993–2002.  I slutet av 1980-talet var Ingrosso medproducent till tre av Wahlgrens album. Dessutom skrev han och var medkompositör till många av hennes låtar, till exempel Paradise, I Need Your Love, Pure Dynamite och Running For Cover. Han var också dansare i och koreograf till många av Wahlgrens shower på 1980-talet tillsammans med sin bror Vito Ingrosso. De två bröderna bildade även kortvarigt musikgruppen Bad Habits, som bland annat släppte singeln Naughty Girls år 1985.
Efter skilsmässan 2002 flyttade Ingrosso till Mallorca. Han åtalades 2006 och dömdes för olaga hot och övergrepp i rättssak till böter på 7 000 kronor efter en konflikt med Wahlgren, som också anklagat honom för misshandel. Under 2018 har Wahlgren uppgett i pressen att hon numera har en god relation med Ingrosso, som idag är omgift.
Ingrosso har idag 2025 tillsammans med sin fru Åsa tre restauranger i Stockholm: La Perla och Scarpetta med inriktning på italienskt samt restaurangen Apertitivo som är lite mer internationell.

### Familj
Emilio Ingrosso har tillsammans med Pernilla Wahlgren de tre barnen Oliver, Bianca och Benjamin. Emilio Ingrosso är bror till Vito Ingrosso, Luciano Ingrosso och Nicola Perrelli, född Ingrosso. De är även släkt med Diodato. 